# وسترن اسیدی
وسترن اسیدی (به انگلیسی: Acid Western) نوعی زیرشاخه از ژانر وسترن است که در دهه‌های ۱۹۶۰ و ۱۹۷۰ ظهور کرد. در این سبک جاه طلبی‌های استعاری آثار مورد تحسین منتقدان مانند شین و جویندگان را با افراط فیلم‌های وسترن اسپاگتی و چشم‌انداز پاد فرهنگ دهه ۱۹۶۰ ترکیب می‌شوند، همچنین موجب افزایش مصرف مواد مخدر غیرقانونی مانند ماری جوآنا و ال اس دی در میان مردم شد. در وسترن اسیدی، آثار بسیاری هستند که قراردادهای وسترن‌های قبل از خود را زیر و رو می‌کنند تا نسخه‌ای دیوانه‌کننده از آمریکای سفید خودویرانگر را در بدبینانه‌ترین حالت ممکن به تصویر بکشند که مشتاق ریشه‌های نفس گرایانه است.

## ریشه یابی
اصطلاح وسترن اسیدی نخستین بار توسط منتقد سینما، پالین کیل و در نقد او بر فیلم ال توپو ساخته آلخاندرو جودوروفسکی در هفته نامه نیویورکر نوامبر ۱۹۷۱ ابداع شد. جاناتان رزنبام این ایده را در نقد فیلم مرد مرده به کارگردانی جیم جارموش در ژوئن ۱۹۹۶، مصاحبه بعدی جارموش برای Cineaste و بعد در کتاب مرد مرده از BFI Modern Classics گسترش داد.
در این کتاب، رزنبام از چندین جنبه این ژانر نام می‌برد: موسیقی تسخیرکننده نیل یانگ، تأثیرگذاری تنباکو، نقش آفرینی جانی دپ و جایگاه فیلم در ژانر وسترن اسیدی.
رزنبام در یکی از فصول کتاب با عنوان «دربارهٔ وسترن اسیدی» نه تنها به کیفیت توهم‌زای سرعت فیلم و بازنمایی آن از واقعیت می‌پردازد، بلکه استدلال می‌کند که فیلم وارث حساسیت هنری و سیاسی ناشی از پادفرهنگ دهه ۱۹۶۰ است که به دنبال نقد و براندازی نظام سرمایه‌داری می‌باشد.
در وسترن سنتی سفر به غرب به عنوان راهی برای رهایی و بهبود در نظر گرفته می‌شود، اما در وسترن اسیدی برعکس آن و سفری به سوی مرگ توصیف می‌شود.

## تاریخچه
رزنبام از اصطلاح «وسترن اسیدی» برای توصیف «رؤیای گرامی ضد فرهنگ» در دهه‌های ۱۹۶۰ و ۱۹۷۰ استفاده کرد که با افرادی مانند مونتی هلمن، دنیس هاپر، جیم مک براید، رودی وورلیتزر و همچنین فیلم‌هایی مانند کاخ گرازر مرتبط بود. الکس کاکس نیز در دهه ۸۰ میلادی با فیلم واکر به چیزی مشابه این دست زد.
فیلم کالت مونت هلمن با نام تیراندازی (۱۹۶۶) را می‌توان اولین وسترن اسیدی در نظر گرفت که ویل هاچینز، وارن اوتس و جک نیکلسون بازیگران اصلی این فیلم هستند و به‌طور ناشناس توسط راجر کورمن تأمین مالی شده‌است. این فیلم اولویت‌های معمول ژانر وسترن را زیر و رو می‌کند تا حس ترس و عدم اطمینان را که مشخصه ضد فرهنگ اواخر دهه ۱۹۶۰ بود به تصویر بکشد.
هلمن در ادامه با فیلم تاختن در گردباد (۱۹۶۶) به مسیر خود ادامه داد. رودولف وورلیتزر به عنوان مسئول‌ترین فرد برای کاوش در این ژانر شناخته می‌شود که عملاً خود آن را در اواخر دهه ۶۰ اختراع کرد و سپس به پرورش آن در فیلم‌نامه‌های آثاری مانند گلن و راندا، جاده آسفالت دوطرفه، واکر و پت گرت و بیلی د کید کمک کرد. وورلیتزر روی فیلمنامه Gone Beaver کار کرد که توسط رزنبام با عنوان «فیلمنامه ای رؤیایی» برای جیم مک براید توصیف شد. این فیلم یک وسترن بلندپروازانه با بودجه بالا در مورد تله‌گذاران اولیه آمریکایی و سرخپوستان بود، که برای آن زبانی فراساخته از «گفت‌وگوی تله‌گذار» ابداع شد که ساخت این فیلم یک روز قبل از تولید متوقف شد. فیلمنامه ساخته نشده وورلیتزر در دهه ۱۹۷۰ با نام زبولون الهام بخش فیلم مرد مرده جارموش بود. وورلیتزر بعداً فیلمنامه خود را به رمان The Drop Edge of Yonder تبدیل کرد.
رزنبام فیلم مرد مرده را «تحقق همراه با تأخیر طولانی مدت» وسترن اسیدی نامید که «شعری دلهره‌آور و وحشیانه را برای توجیه برنامه‌های توهم‌آمیز خود می‌سراید». اخیراً فیلم بلوبری ساخته یان کونن در سال ۲۰۰۴ به عنوان نمونه ای از این ژانر ذکر شد.

## نمونه فیلم
- تیراندازی (۱۹۶۶)
- تاختن در گردباد (۱۹۶۶)
- بکش جانگو… اگر زنده ای، شلیک کن! (۱۹۶۷)
- ال توپو (۱۹۷۰)
- دست مزدور (۱۹۷۱)
- کاپیتان آپاچی (۱۹۷۱)
- کاخ گرازر (۱۹۷۲)
- پت گرت و بیلی د کید (۱۹۷۳)
- واکر (۱۹۸۷)
- مرد مرده (۱۹۹۵)
- بیل وحشی (۱۹۹۵)
- بلوبری (۲۰۰۴)